# 喜霊洲

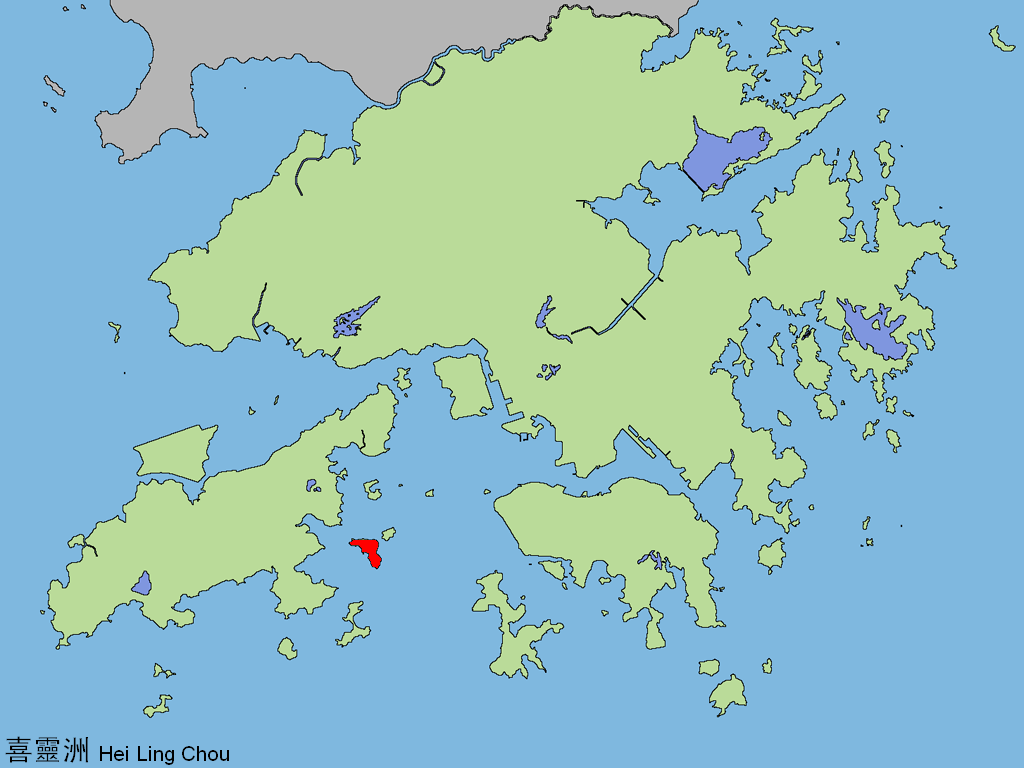
香港における喜霊洲の位置

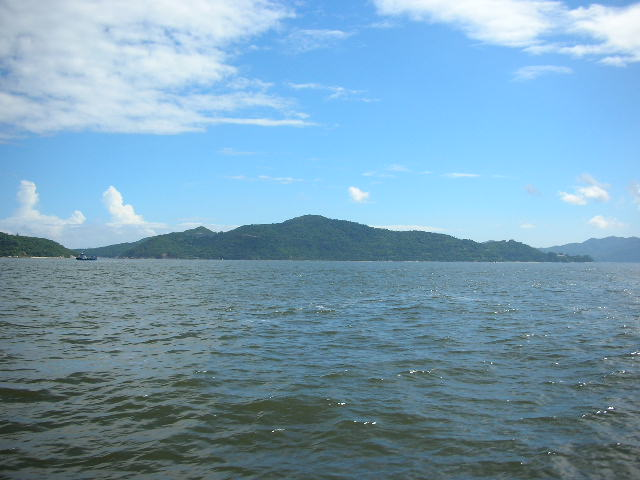
喜霊洲の眺め

喜霊洲（ヘイレンツァウ、中国語：喜靈洲、英語：Hei Ling Chau）は香港新界離島区の離島である。坪洲の南、長洲島の北に位置する。島に住民はいないが、かつてハンセン病隔離所があり、今は1つの戒毒所と2つの刑務所がある。
喜霊洲へは交通網が存在しないが、囚人の家族が面会に行く時、坪洲から政府に指定されたフェリーに乗って行ける。